# Кущ, Марчин
Марчин Кущ (пол. Marcin Kuś; род. 2 сентября 1981 года) — польский футболист, правый защитник сборной Польши в 2002—2008 годах.

## Клубная карьера
Кущ начал футбольную карьеру в карьера началась в «Полонии». На взрослом уровне он сыграл первый матч 18 сентября 1999 года, выйдя на поле на замену на 89 минуте в игре против «Лодзи» (1-0) вместо Аркадиуша Калишана. Этот матч так и остался единственным для Куща в том золотом для клуба сезоне, остальное время он провел в резервной команде. В последующих матчах он чаще появлялся на поле, его команда выиграла Кубок Польши, сам игрок провел на поле все 90 минут в первой финальной встрече. В течение следующих двух лет он был основным игроком столичной команды. Свой первый гол за клуб он забил в конце апреля 2002 года в ворота «Погони». Летом 2003 года Кущ отправился на просмотр в немецкий «Ганновер 96». В одном из спаррингов он порвал крестообразные связки, из-за чего трансфер в немецкий клуб сорвался.
В сентябре 2003 года Кущ был близок к переходу в «Легию». Но трансфер не состоялся из-за рецидива травмы крестообразных связок, и остаток сезона Кущ провел в лазарете, а в следующем сезоне он был заявлен за резервную команду. В итоге его контракт со столичным клубом был расторгнут по решению футбольной ассоциации. В январе 2005 года он подписал двухлетний контракт с «Лехом». Он выступал за новую команду в течение года и сыграл 20 матчей в чемпионате. 15 января 2006 года он был отдан в аренду на шесть месяцев с возможностью выкупа в английский «Куинз Парк Рейнджерс». За англичан Кущ дебютировал 4 февраля против Лидс Юнайтед и сыграл в общей сложности три матча за лондонцев. КПР не стал приобретать игрока, и, не желая возвращаться на родину, Кущ перебрался на полгода (с лета 2006 года до февраля 2007 года) в российское «Торпедо», где был основным игроком и появился на поле в 13 играх.
В феврале 2007 года, в поисках регулярной игровой практики, Кущ подписал контракт с «Короной». В сезоне 2006/2007 он дошёл с ней до финала Кубка Польши, в котором команда из Кельце уступила 0:2 «Дискоболии». В следующем сезоне он был основным игроком своего клуба, а также забил один гол в игре против «Полонии» из Бытома (4-0). Летом 2008 года Кущ подписал трехлетний контракт с турецкой командой «Истанбул ББ», в которой стал игроком основы.
20 марта 2013 года 32-летний Кущ стал игрок «Гурника», но, не сыграв за клуб ни одного матча, 26 июня отправился в «Краковию». С июля 2014 года игрок выступал за «Рух», в котором и завершил карьеру.

## Международная карьера
Кущ был впервые вызван в национальную сборную на товарищеский матч против Бельгии 21 августа 2002 года, по инициативе главного тренера Збигнева Бонека. Матч закончился вничью 1:1, и игрок появился на поле во второй половине, заменив Михала Жевлакова. В октябре 2002 года он играл в стартовом составе против Новой Зеландии.
Следующего вызова в сборную Кущу пришлось ждать до марта 2006 года. Новый тренер сборной Павел Янас вызвал его на товарищеский матч против сборной Саудовской Аравии. Кущ появлялся на поле в матчах с Литвой и Фарерскими островами в квалификации к Чемпионату мира в Германии, но в заявку на сам турнир не попал.
В декабре 2007 года Кущ сыграл в победном 1:0 матче против Боснии и Герцеговины. В феврале следующего года он блестяще сыграл против сборной Финляндии, был лучшим защитником команды, не позволяя соперникам атаковать по своему флангу и подключаясь во втором тайме к атакам. Это была его последняя игра за национальную сборную.

## Достижения
«Полония»:
- Чемпион Польши 1999—2000
- Обладатель Кубка Польши 2000-01